# Паули, Гюнтер
Гюнтер Паули (родился в 1956 году в бельгийском городе Антверпен) — бельгийский предприниматель, экономист, писатель. Наиболее известен своим докладом «Голубая экономика», который был представлен Римскому клубу в 2009 года. Проявляет интерес к таким областям как: наука, культура, инновации в области устойчивого развития и окружающей среды.
Как автор проекта «Голубая экономика», пропагандирует рациональное и эффективное использование доступных ресурсов и отказ от потребительского отношения к окружающей среде. Проект был представлен им в 1994 году, когда Организация Объединенных Наций попросила обдумать бизнес-модели будущего в рамках подготовки к COP3 в Японии, где было принято решение о Киотском протоколе.
Гюнтер Паули был ассистентом Ауре́лио Печче́и, основателя «Римского клуба» («The Club of Rome») в течение пяти лет, с 1979 по 1984 год, а позже написал о нём биографию.
В 1989 году он был избран в качестве независимого заместителя в Европейский парламент, но так и не занял это место.
В 1992 году Гюнтер Паули стал председателем бельгийской компании Эковер. В этом же году построил завод по производству мыла из дерева с нулевым уровнем выбросов, но узнал, что это нежизнеспособно.
В 1994 году основал Исследования и инициативы по нулевым выбросам (ZERI).
Позднее занимается модераторской деятельностью Круглого стола лауреатов Нобелевской премии по науке, который основал King of Jordan Stage, и научный сотрудник Всемирной академии искусств и наук в Сан-Франциско. Получил докторскую степень от итальянского правительства по системному дизайну и почетный доктор Печского университета в Венгрии.
Является основателем первой в мире экологической фабрики Ecover, а также Zeri Foundation — организации, деятельность которой направлена на разработку новых проектов. На данный момент занимает должность советника ректора Университета Организации Объединенных Наций в Токио.
Своей целью на данный момент видит распространение инноваций, разработкой которых как раз занимается Фонд ZERI поданных в шуточной, игровой форме — детских басен, которые считает величайшим наследием. Большой интерес для него вызывает сфера образования детей.
Начиная со студенческих времён, получая степень бакалавра и магистра, Гюнтер Паули работал на разных должностях в совершенно различных сферах для того, чтобы содержать семью. При этом всё же экономил денежные средства для путешествий во время летних каникул. Наличие множества талантов и разнообразные интересы послужили развитию его предпринимательской деятельности.
Гюнтер Паули достаточно с большим энтузиазмом относится к экологическому дизайну и занимается разработкой бизнес-моделей, которые не наносят вреда здоровью людей или окружающей среде. Эта увлечённость как раз и положила начало основанию фонда ZERI. ZERI, что расшифровывается как Zero Emission Research & Initiatives. Данный Фонд совместно с обширной сетью творческих умов занимается разработкой новых проектов. Как один из ярких примеров таких проектов это проект по переработке кофейных отходов на фермах специализирующихся на выращивании грибов. Другим проектом является производство биоразлагаемого моющего средства произведённого на основе использованной кожуры цитрусовых.
Является приглашённым профессором и лектором в различных университетах по всему миру. Начиная с 2009 года, помимо всего прочего, взял на себя ответственность за разработку концепции развития, направленной на Валовое национальное счастье.
Гюнтер Паули — участник, а с 2017 года —избранный член исполнительного комитета «Римского клуба».
Гюнтер имел опыт работы советником в правительствах таких стран как Испания, Аргентина и Италия.

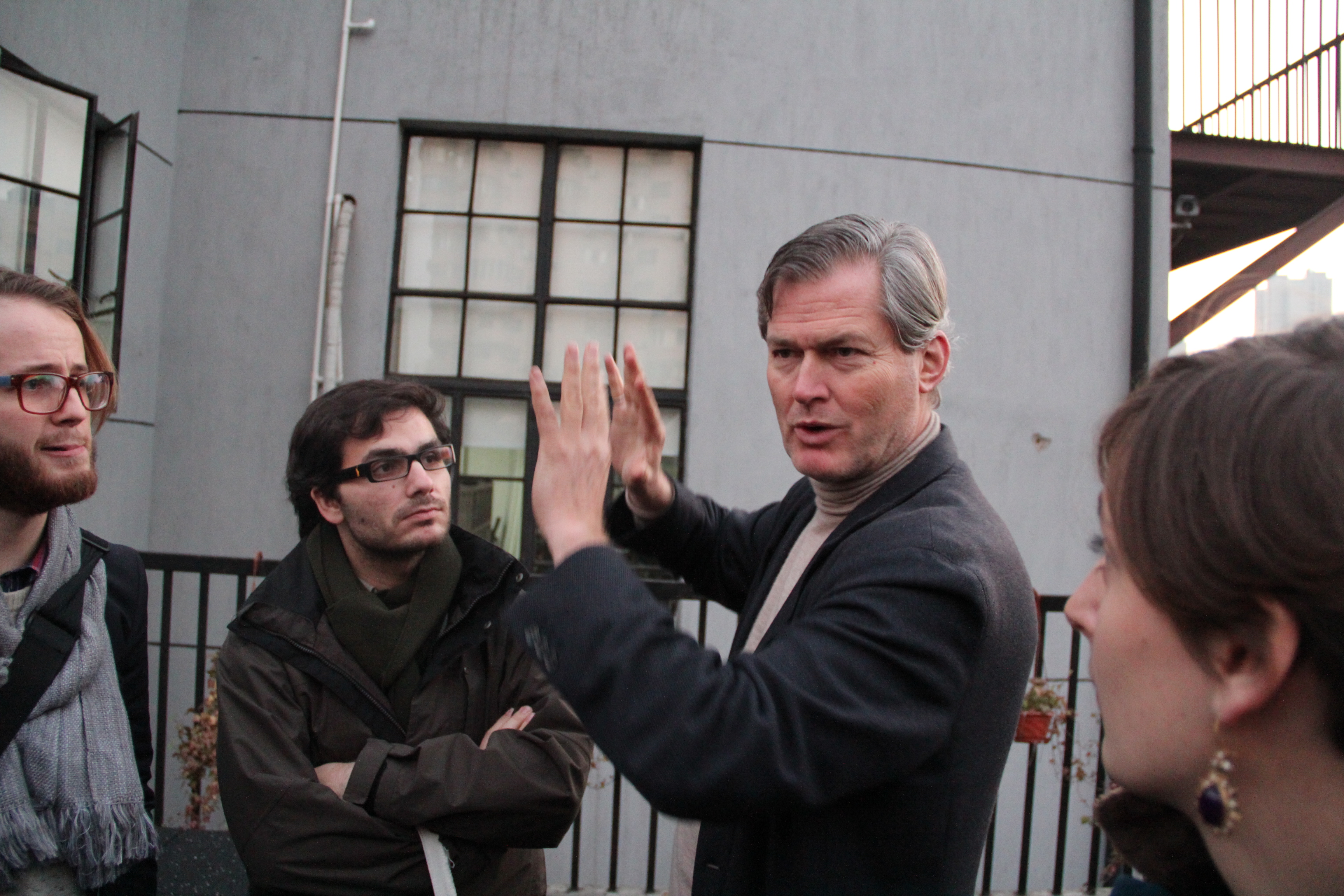
Gunter Pauli visiting Shanghai, Blue Economy-10 Years 100 Innovations 100 Mil Jobs, November 2012